# Grand-mère (grue)
La Grand-mère est une grue présente aux chantiers navals de Saint-Nazaire entre 1936 et 1996.

## Histoire
Cette grue Gusto est construite entre 1936 et 1937. Elle permet la construction du cuirassé Jean Bart, notamment célèbre pour son évasion des chantiers en 1940 devant l'avancée allemande. Elle cesse d'être utilisée en 1980, quand la technique du rivetage est abandonnée. En 1992, Jack Lang tente de la classer aux monuments historiques. Le financement n'est pas trouvé. Elle est détruite en 1996.

## Sources
- Saint-Nazaire envoie sa «grand-mère» à la casse. La vieille grue des chantiers navals paraît condamnée. Libération